# Provincia del Golfo de Guinea
El Golfo de Guinea fue una provincia española existente entre 1956 y 1959 en la actual Guinea Ecuatorial.

## Historia
En 1926 se formó la Guinea española a partir de la Colonia de Río Muni (formada en 1900), la isla de Fernando Poo, la Colonia de Elobey, Annobón y Corisco y otras islas adyacentes.
El 21 de agosto de 1956 fue creada por decreto, pasando a ser denominado el territorio de la Guinea Española como Provincia del Golfo de Guinea. El Montepío de Funcionarios de Guinea, creado el 9 de abril de 1947, pasó a llamarse Montepío de Funcionarios de la Administración Pública de la Provincia del Golfo de Guinea, antes de volver a cambiar de nombre en 1966 a Montepío de Funcionarios de Guinea Ecuatorial.
Con posterioridad, en 1959, esta provincia desaparecería, dividiéndose en dos: la provincia de Fernando Poo y la provincia de Río Muni.